# Lizoáin
Lizoáin är en kommunhuvudort i Spanien.   Den ligger i provinsen Provincia de Navarra och regionen Navarra, i den nordöstra delen av landet, 300 km nordost om huvudstaden Madrid. Lizoáin ligger 537 meter över havet och antalet invånare är 300.
Terrängen runt Lizoáin är huvudsakligen kuperad, men den allra närmaste omgivningen är platt. Runt Lizoáin är det mycket glesbefolkat, med 3 invånare per kvadratkilometer. Närmaste större samhälle är Pamplona, 14,5 km väster om Lizoáin. Trakten runt Lizoáin består till största delen av jordbruksmark.